# Torneo de Marsella 2010
El Open 13 (Torneo de Marsella) fue un evento de tenis perteneciente al ATP World Tour en la serie 250, se jugó entre el 15 al 21 de febrero en Marsella, Francia.

## Campeones
- Individuales masculinos:  Michaël Llodra derrota a  Julien Benneteau 6-3, 6-4.

- Dobles masculinos:  Julien Benneteau/  Michaël Llodra derrotan a   Julian Knowle/  Robert Lindstedt 6-3, 6-4.